# Championnat des Émirats arabes unis de beach soccer
 (mai 2022).
Le championnat des Émirats arabes unis de beach soccer est une compétition annuelle de beach soccer disputée entre les clubs émiratis.

## Histoire
En 2012 et avec l'aide du Sheikh Hamdan Bin Mohammad Bin Rashid Al Maktoum, prince héritier et président du Conseil des Sports de Dubaï, est mis en place le premier championnat émirati de beach soccer. Quatorze clubs sont au départ. Al Ahly Dubaï est le premier champion de l'histoire du beach soccer émirati, bien aidé par son effectif composé de stars étrangères dont le portugais Madjer qui termine meilleur buteur du championnat.

## Format
Lors des tours préliminaires, les équipes de chaque émirat se rencontre entre elles dans un format de tournoi à la ronde pour déterminer les quarts de finalistes : trois places sont disponibles à Dubaï et Fujaïrah et deux à Charjah.

## Palmarès
| #   | Édition | Lieu  | Vainqueur     | Finaliste  | Troisième place | Meilleur joueur | Meilleur buteur | Meilleur gardien |
| --- | ------- | ----- | ------------- | ---------- | --------------- | --------------- | --------------- | ---------------- |
| 1re | 2012    | Dubaï | Al Ahly Dubaï | Ajman Club | Al Nasr Dubaï   | Humaid          | Madjer          | Ali Karim        |
| 2e  | 2013    |       |               |            |                 |                 |                 |                  |